# Hulshout
Hulshout – miejscowość i gmina (gemeente) w Belgii, w Regionie Flamandzkim, w prowincji Antwerpia, w okręgu Turnhout. 1 stycznia 2024 roku liczyła 10 594 mieszkańców.

## Podział administracyjny
W skład gminy wchodzą dwie dzielnice (deelgemeente):
- Houtvenne
- Westmeerbeek

## Demografia
Liczba mieszkańców, stan na 1 stycznia:
| Rok                | 1900 | 1930 | 1970 | 2020   | 2024   |
| ------------------ | ---- | ---- | ---- | ------ | ------ |
| Liczba mieszkańców | 2553 | 3626 | 6712 | 10 471 | 10 594 |